# 和語
和語（日语：／ Wago），日語中又稱大和言葉（日语：／ Yamatokotoba），是日語辭彙來源的一類，指相對於漢語和外來語的日本原本使用的固有辭彙。又可寫為或。一個漢字的訓讀即是與此漢字的意義相對應的和語詞。

## 音韻
和語的音韻有如下特徵：
- 詞首原則上不出現濁音、半濁音，等擬聲語、擬態語除外。（玫瑰）等出現濁音詞頭的情況，是古語的詞頭脫落的結果。的古語是/。
- 詞首不出現音。此特點與阿爾泰語系諸語和韓語相同。
- 形成合成詞時，前一詞的元音有時發生變化，後一詞可能出現連濁現象。如：等。

## 辭彙
漢字語或外来語+動詞構成的複合詞（等）以外的幾乎所有動詞，幾乎所有的形容詞，以及全部助詞都屬於和語。例如：、（主格的助詞）、等。名詞與形容動詞中，和語、漢語、外来語皆出現。

## 同義的外來語
戰後的日語中，有一定數量的和語詞被外來語詞取代或部分取代。例如：
- 
- （milk）
- （love letter）

另一方面，也有如「（key）」/和語比同義的外來語更常用的例子。

## 相關項目
- 中古日本語
- 漢字詞
- 外来語
- 固有詞
- 借詞
- 訓讀
- 湯桶讀法
- 重箱讀法
- 日語
- 日本文化
- 古事記
- 日本書紀
- 本居宣長